# Nessus (phần mềm)
Nessus là một công cụ quét lỗ hổng bảo mật độc quyền được phát triển bởi Công ty An ninh mạng Tenable, được phát hành miễn phí cho việc sử dụng phi thương mại.
Theo cuộc khảo sát năm 2009 bởi sectools.org, Nessus là công cụ quét lỗ hổng bảo mật nổi tiếng nhất thế giới, đứng đầu trong các năm 2000, năm 2003, và năm 2006. Công ty Tenable ước tính rằng trong năm 2005, có hơn 75.000 tổ chức trên toàn thế giới sử dụng Nessus.

## Hoạt động
Nessus cho phép quét các loại lỗ hổng:
- Lỗ hổng cho phép một hacker từ xa kiểm soát hoặc truy cập dữ liệu nhạy cảm trên hệ thống.
- Cấu hình sai (ví dụ như chuyển tiếp thư mở, các bản vá lỗi bị thiếu,...).
- Mật khẩu mặc định, một vài mật khẩu thường được sử dụng, và mật khẩu trống trên các tài khoản hệ thống. Nessus cũng có thể dùng Hydra (một công cụ bên thứ ba) để thực hiện một cuộc tấn công từ điển.
- Tấn công từ chối dịch vụ bộ nhớ stack TCP/IP bằng gói tin độc hại
- Chuẩn bị cho việc kiểm tra bảo mật (PSI DSS).

Ban đầu, Nessus bao gồm hai phần chính; nessusd - dịch vụ luôn chạy Nessus - thực hiện quét, và nessus client - chương trình con - điều khiển các tùy chọn quét và xuất kết quả cho người sử dụng. Các phiên bản sau của Nessus (4 và mới hơn) sử dụng một máy chủ web cung cấp cùng tính năng giống như Nessus client.
Trong hoạt động thông thường, Nessus bắt đầu bằng cách quét các cổng mạng qua một trong bốn bộ quét cổng mạng tích hợp sẵn (hay nó có thể sử dụng phần mềm quét AmapM hay Nmap) để xác định cổng đang mở trên mục tiêu và sau đó cố gắng thực hiện nhiều cách tấn công trên các cổng mở. Các bài kiểm tra lỗ hổng, có sẵn bằng việc đăng ký, được viết bằng NASL (ngôn ngữ tấn công dạng kịch bản Nessus - Nessus Attack Scripting Language), một ngôn ngữ kịch bản tối ưu cho tương tác mạng.

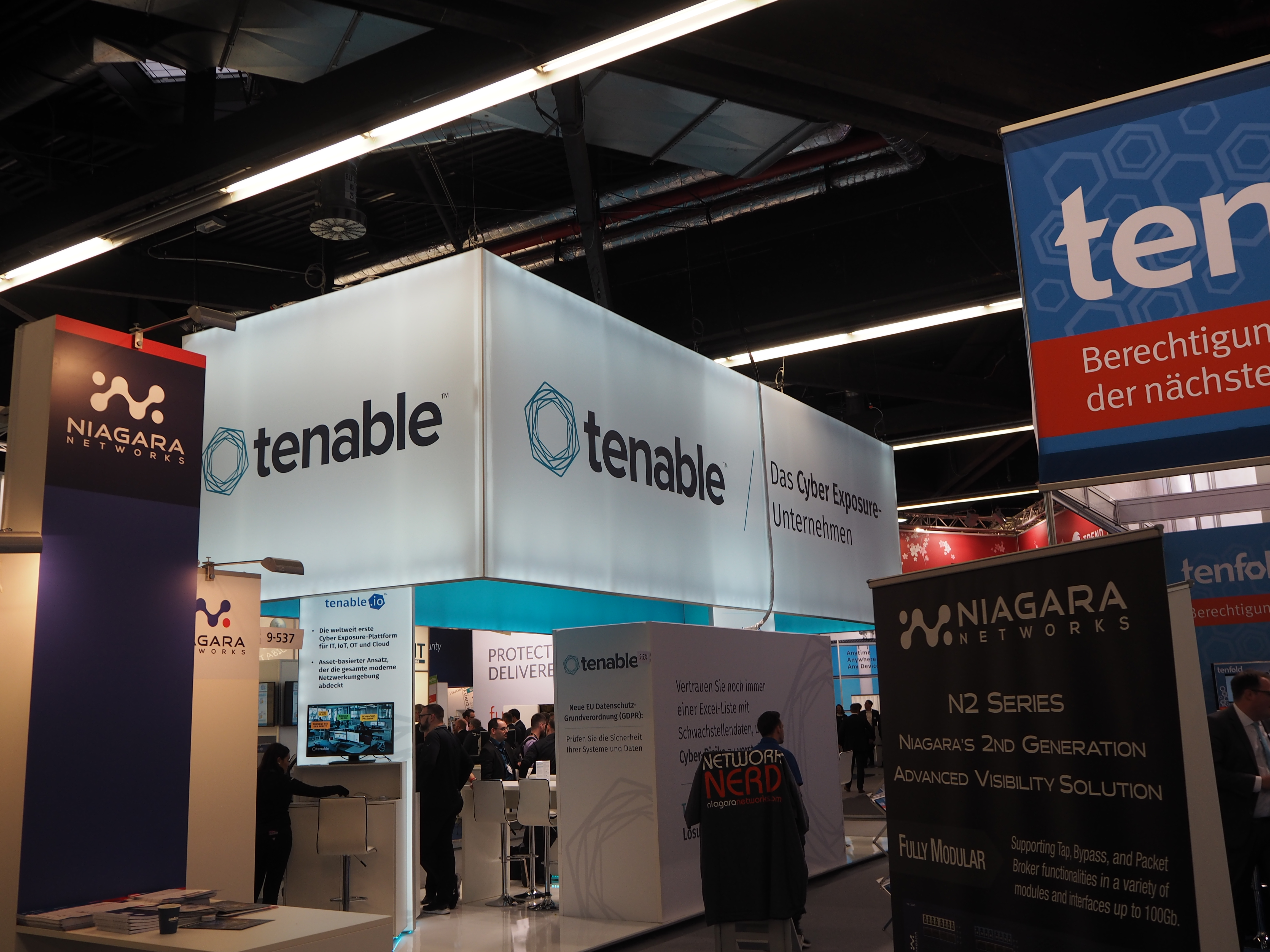
Công ty An ninh mạng Tenable trong hội chợ thương mại tổ chức tại Nürnberg năm 2017

Hằng tuần, công ty Tenable phát hành hàng chục bản kiểm tra lỗ hổng bảo mật mới (gọi là trình cắm). Các bản kiểm tra này (gọi là Home Feed) đều miễn phí cho công chúng; tuy nhiên các khách hàng thương mại lại không được phép sử dụng các bản này. Bản Proffessional Feed (không miễn phí) được thêm quyền hỗ trợ và thêm các tính năng bổ sung (ví dụ như kiểm tra các tập tin, kiểm tra việc tuân thủ, và các trình cắm phát hiện lỗ hổng phát hiện bổ sung).
Kết quả quét có thể được báo cáo bằng nhiều định dạng khác nhau như dạng văn bản thuần, XML, HTML và theo ngôn ngữ LaTex. Kết quả cũng có thể lưu trong một cơ sở kiến thức dành cho việc gỡ lỗi. Trên UNIX, có thể tự động hóa việc quét bằng cách sử dụng công cụ dòng lệnh. Có rất nhiều công cụ cả thương mại và miễn phí, công cụ mã nguồn mở cho cả hai nền tảng UNIX và Windows để quản lý máy quét Nessus dạng đơn hoặc dạng phân tán.
Nếu người dùng vô hiệu hóa tùy chọn 'kiểm tra an toàn' (safe checks), một vài bài kiểm tra lỗ hổng của Nessus có thể khiến các dịch vụ hay hệ điều hành có lỗ hổng bảo mật dừng hoạt động. Điều này cho phép người dùng kiểm tra sức kháng cự của một thiết bị trước khi đưa nó vào sản xuất.
Nessus cung cấp thêm tính năng khác ngoài tính năng kiểm tra các lỗ hổng mạng đã biết. Ví dụ, Nessus có thể sử dụng thông tin xác thực của Windows để kiểm tra mức độ các bản vá trên máy tính Windows, và có thể thực hiện dò mật khảu bằng tấn công từ điển hay dạng vét cạn. Nessus 3 và các phiên bản sau có khả năng kiểm thử hệ thống nhằm chắc chắn rằng hệ thống đã được cấu hình theo các chính sách bảo mật cụ thể, như chính sách hướng dẫn của NSA cho các máy chủ Windows. Chức năng này sử dụng tệp tin kiểm thử độc quyền của Tenable hoặc giao thức nội dung an toàn tự động (SCAP).

## Lịch sử
Dự án Nessus được Re Deraison khởi động trong năm 1998 nhằm cung cấp cho cộng đồng Internet một máy quét bảo mật từ xa. Vào ngày 05/10/2005, Công ty Anh ninh mạng Tenable mà Re Deraison là đồng sáng lập, chuyển Nessus 3 sang giấy phép độc quyền (nguồn đóng). Kể từ đó, các phiên bản cũ hơn được gỡ khỏi trang web chính thức. Động cơ quét Nessus 3 vẫn miễn phí, mặc dù Tenable tính 100$/tháng trên mỗi máy quét cho khả năng thực hiện cấu hình kiểm thử PCI, CIS, FDCC và các chuẩn cấu hình khác, và cho việc hỗ trợ về kỹ thuật, cấu hình kiểm thử bảo mật SCADA, các bản vá và bài kiểm thử mạng mới nhất, cho khả năng kiểm thử cấu hình chống virus và cho khả năng thực hiện tìm kiếm dữ liệu nhạy cảm như thẻ tín dụng, số an sinh xã hội và nhiều loại dữ liệu khác của công ty.
Tháng 7 năm 2008, Tenable phát hành giấy phép tu chỉnh cho người dùng cá nhân toàn quyền truy cập vào các bản vá plugins. Một giấy phép chuyên nghiệp cũng được phát hành mục đích thương mại.
Động cơ quét Nessus 2 và phần ít các trình cắm vẫn có giấy phép GPL, dẫn đến sự ra đời của các dự án mở nguồn được dựa trên Nessus như OpenVAS và Porz-Wahn. Tenable vẫn duy trì động cơ quét Nessus 2 và cập nhật Nessus 2 nhiều lần kể từ khi phát hành Nessus 3.
Nessus 3 có mặt trên nhiều hệ điều hành dạng Unix và hệ thống Windows, cung cấp các bản vá mà không cần một server riêng, và nhanh hơn từ hai đến năm lần so với Nessus 2.
Các bản Nessus chính được Tenable phát hành gồm:
- Nessus 4.0 vào ngày 9 tháng 4, năm 2009[9]
- Nessus 5.0 vào ngày 15 tháng 2 năm 2012[10]
- Nessus 6.0 vào ngày 14 tháng 10 năm 2014[11]